# Vuelta a España 1961
La Vuelta a España 1961, sedicesima edizione della corsa, si è svolta in sedici tappe, la prima suddivisa in due semitappe, dal 26 aprile all'11 maggio 1961, per un percorso totale di 2856,5 km. La vittoria fu appannaggio dello spagnolo Angelino Soler, che completò il percorso in 77h36'17", precedendo il francese François Mahé e  il connazionale José Pérez Francés.

## Tappe
| Tappa  | Data      | Percorso                                        | km     | Vincitore di tappa        | Leader cl. generale |
| ------ | --------- | ----------------------------------------------- | ------ | ------------------------- | ------------------- |
| 1ª-1ª  | 26 aprile | San Sebastián > San Sebastián (cron. a squadre) | 10,5   | Faema                     | Eusebio Vélez       |
| 1ª-2ª  | 26 aprile | San Sebastián > Pamplona                        | 91     | Marcel Rohrbach           | Eusebio Vélez       |
| 2ª     | 27 aprile | Pamplona > Pamplona                             | 174    | François Mahé             | Eusebio Vélez       |
| 3ª     | 28 aprile | Pamplona > Huesca                               | 174    | Vicente Iturat            | François Mahé       |
| 4ª     | 29 aprile | Binéfar > Barcellona                            | 199    | Marcel Seynaeve           | José Luis Talamillo |
| 5ª     | 30 aprile | Barcellona > Tortosa                            | 185    | Jesús Galdeano            | José Luis Talamillo |
| 6ª     | 1º maggio | Tortosa > Valencia                              | 188    | Angelino Soler            | Marcel Seynaeve     |
| 7ª     | 2 maggio  | Valencia > Benidorm                             | 141    | René Van Meenen           | Marcel Seynaeve     |
| 8ª     | 3 maggio  | Benidorm > Albacete                             | 211    | José Pérez Francés        | Marcel Seynaeve     |
| 9ª     | 4 maggio  | Albacete > Madrid                               | 198    | Alves Barbosa             | Marcel Seynaeve     |
| 10ª    | 5 maggio  | Madrid > Madrid                                 | 195    | Luis Otaño                | Marcel Seynaeve     |
| 11ª    | 6 maggio  | Madrid > Valladolid                             | 189    | Arthur De Cabooter        | André Messelis      |
| 12ª    | 7 maggio  | Valladolid > Palencia (cron. individuale)       | 48     | Antonio Suárez            | André Messelis      |
| 13ª    | 8 maggio  | Palencia > Santander                            | 220    | Francisco Moreno Martínez | André Messelis      |
| 14ª    | 9 maggio  | Santander > Vitoria                             | 235    | François Mahé             | André Messelis      |
| 15ª    | 10 maggio | Vitoria > Bilbao                                | 179    | Antonio Karmany           | Angelino Soler      |
| 16ª    | 11 maggio | Bilbao > Bilbao                                 | 159    | Gabriel Company           | Angelino Soler      |
| Totale | Totale    | Totale                                          | 2856,5 |                           |                     |

## Classifiche finali

### Classifica generale
| Pos. | Corridore                 | Squadra         | Tempo     |
| ---- | ------------------------- | --------------- | --------- |
| 1    | Angelino Soler            | Faema           | 77h36'17" |
| 2    | François Mahé             | Francia-Afcas   | a 51"     |
| 3    | José Pérez Francés        | Ferrys          | a 2'23"   |
| 4    | Antonio Suárez            | Faema           | a 2'47"   |
| 5    | Antonio Gómez del Moral   | Faema           | a 3'13"   |
| 6    | Vicente Iturat            | Catigene        | a 5'29"   |
| 7    | Fernando Manzaneque       | Licor 43        | a 5'47"   |
| 8    | Antonio Karmany           | KAS-Royal Sport | a 6'07"   |
| 9    | Carmelo Morales Erostarbe | Licor 43        | a 7'39"   |
| 10   | Jesús Loroño              | Ferrys          | a 7'47"   |

### Classifica a punti
| Pos. | Corridore          | Squadra  | Punti |
| ---- | ------------------ | -------- | ----- |
| 1    | Antonio Suárez     | Faema    | 194   |
| 2    | Vicente Iturat     | Catigene | 199   |
| 3    | José Pérez Francés | Ferrys   | 201   |

### Classifica scalatori
| Pos. | Corridore          | Squadra         | Punti |
| ---- | ------------------ | --------------- | ----- |
| 1    | Antonio Karmany    | KAS-Royal Sport | 52    |
| 2    | Julio Jiménez      | Catigene        | 45    |
| 3    | José Pérez Francés | Ferrys          | 29    |